# کرتین دو تروا
کرتین دو تروا (به فرانسوی: Chretien De Troyes) یک شاعر فرانسوی در قرن ۱۲ میلادی بود. از زندگی وی اطلاعات زیادی در دست نیست و به نظر می‌رسد که وی اهل تروا باشد یا در سال‌های ۱۱۶۰ تا ۱۱۷۲ با این شهر در ارتباط بوده‌است و با زوجش (ماریا کنتس شامپاین دختر النور آکویتین) زندگی می‌کرده.

## آثار
آثار وی در مورد شاه آرتور نشان دهندهٔ ادبیات قرون وسطی است. ساختار ادبی مورد استفاده وی به خصوص در یواین (پادشاه لیون) مقدمه‌ای برای ادبیات مدرن بود.